# Xã Rosette, Quận Edmunds, Nam Dakota
Xã Rosette (tiếng Anh: Rosette Township) là một xã thuộc quận Edmunds, tiểu bang Nam Dakota, Hoa Kỳ. Năm 2010, dân số của xã này là 104 người.